# Nazionale femminile di rugby a 15 della Scozia
La nazionale di rugby a 15 femminile della Scozia (in inglese Scotland women’s national rugby union team; in scots Scotland weemen’s naitional rugby union team; in gaelico scozzese Sgioba nàiseanta rugbaidh na ban h-Alba) è la selezione di rugby a 15 femminile che rappresenta la Scozia in ambito internazionale.
Attiva dal 1993, opera ufficialmente dal 2009 sotto la giurisdizione della Scottish Rugby Union dopo quasi 15 anni sotto l'egida della disciolta Scottish Women's Rugby Union.
È tra i membri fondatori del Sei Nazioni femminile, competizione alla quale è sempre stata presente e che ha vinto nel 1998, e fu campione d'Europa nel 2001.
Ha inoltre preso parte a cinque edizioni della Coppa del Mondo femminile, riportando come miglior risultato il quinto posto finale nella prima edizione cui partecipò, nel 1994, del cui Paese organizzatore era anche la rappresentativa.
Il suo commissario tecnico è, dal 30 aprile 2019, l'irlandese Philip Doyle.
La formazione non ha uno stadio dedicato; in passato ha disputato incontri del Sei Nazioni in vari impianti tra i più noti dei quali si citano il Raeburn Palace di Edimburgo o il Lasswade Stadium di Bonnyrigg.
Più recentemente ha usato, per tutte le gare interne di singole edizioni di torneo, lo stesso stadio come per esempio il Broadwood Stadium di Cumbernauld o lo Scotstoun Stadium di Glasgow.
Al 2 maggio 2022 la squadra occupa la 11ª posizione del ranking World Rugby.

## Storia

### Le origini
La Scozia potrebbe essere uno dei luoghi della più antica attività rugbistica femminile documentata: nel giugno 1881 si tenne a Liverpool, nel quadro di una serie di esibizioni di calciatrici scozzesi e inglesi in giro per il Regno Unito, un incontro che si ritiene fosse stato disputato con le regole del rugby.
Fu tuttavia solo alla fine degli anni settanta del XX secolo che il rugby femminile ebbe una strutturazione associativa che lo rese gestibile.
Il primo incontro internazionale tra donne fu nel 1982 tra Francia e Paesi Bassi; agli albori del rugby femminile nelle isole britanniche, solo un'organizzazione gestiva la disciplina, la Women's Rugby Football Union (WRFU), fondata nel 1983.
Nel 1987 nacquero Galles e Inghilterra, che debuttarono il 5 aprile 1987 a Pontypool contrapposte l'una all'altra.
Il 14 febbraio 1993, al Raeburn Place di Edimburgo, la Scozia debuttò sulla scena internazionale, e l'avversaria fu un'altra squadra all'esordio, l'Irlanda.
Il capitano di giornata Sandra Colamartino marcò le due mete con le quali le scozzesi vinsero l'incontro per 10-0.
A livello statistico la partita vide il terzo debutto internazionale di Debbie Francis, nata MacLaren, inglese di genitori scozzesi, che nel 1986 esordì a livello assoluto con la maglia della Gran Bretagna e nel 1987 con quella dell'Inghilterra con cui disputò anche la Coppa del Mondo 1991; il suo ventunesimo incontro internazionale, dopo 8 con la squadra unificata e 12 con le inglesi, fu quello di battesimo della Scozia, con cui scese in campo altre 15 volte.
Le due nazionali si reincontrarono un anno più tardi a Belfast e la Scozia vinse nuovamente, 5-0.
Il 1994 fu anche l'anno in cui nacque la Scottish Women's Rugby Union, che come primo atto ufficiale ebbe quello di organizzare la seconda Coppa del Mondo stante il ritiro del patrocinio da parte dell'International Rugby Football Union alla manifestazione che originariamente, quando ancora si presumeva ufficiale, avrebbe dovuto svolgersi nei Paesi Bassi.
Sue Brodie, giocatrice scozzese, fu responsabile dell'organizzazione del torneo.
La Scozia giunse seconda nel suo girone dietro l'Inghilterra e perse 0-8 nei quarti contro il Galles; nei play-off per il quinto posto batté prima l'Irlanda e successivamente il Canada nella finale, realizzando quindi il suo miglior risultato mondiale.

### L’era dell’Home Nations’ Championship
Nel 1996 la Scozia fu tra i membri fondatori dell’Home Nations’ Championship, competizione oggi nota come Sei Nazioni, e suo fu l'incontro inaugurale del torneo, una vittoria per 21-0 a Dublino contro l'Irlanda.
Le prime due edizioni di torneo si risolsero in altrettanti secondi posti, poi nel 1998 giunse la prima — e, al 2018, unica — vittoria, impreziosita dal Grande Slam, conquistato proprio nell'ultimo impegno battendo, per la prima volta nella sua ancor breve storia, l'Inghilterra 8-5 a Edimburgo.

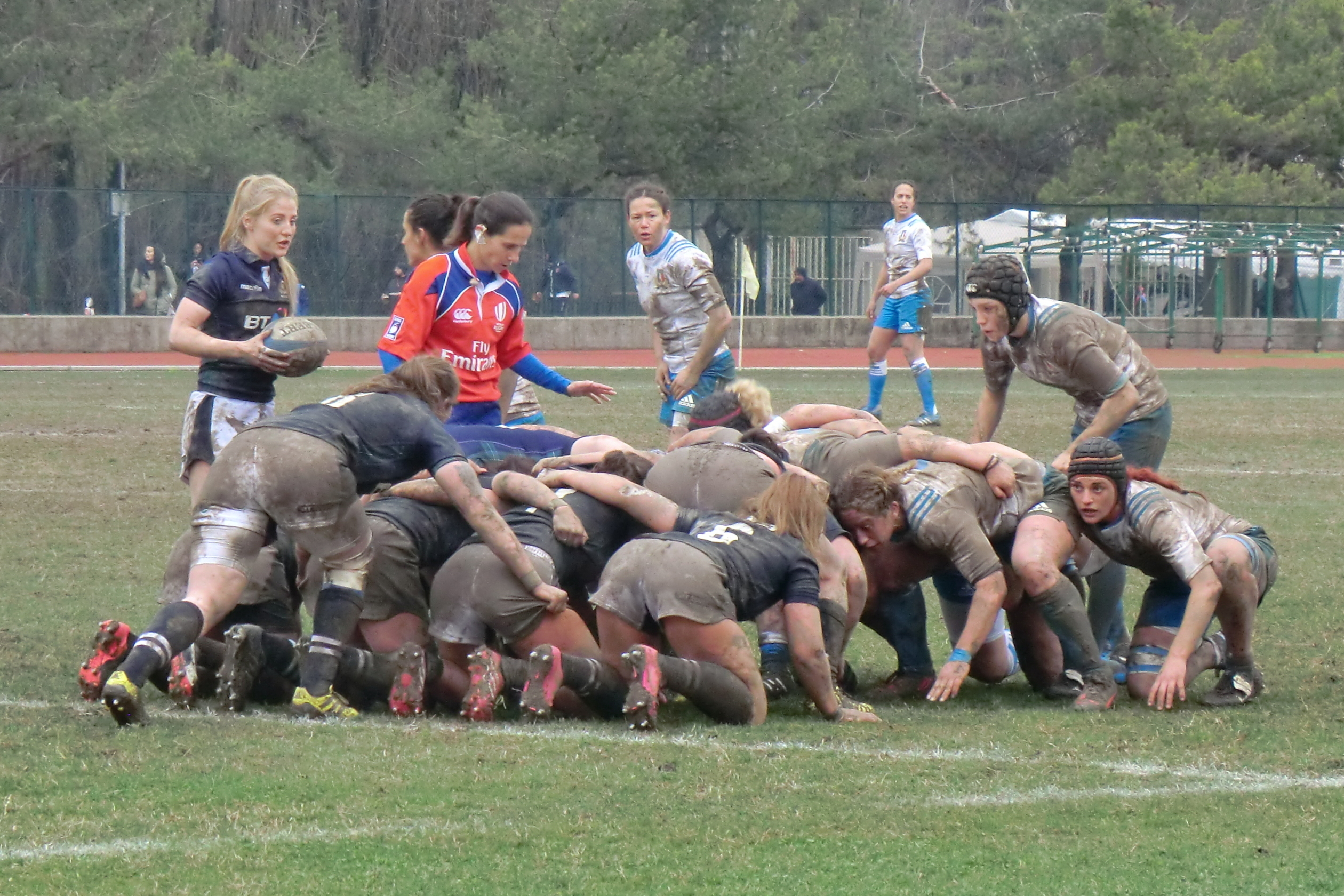
Una fase di — Scozia a Bologna del Sei Nazioni

Nella successiva Coppa del Mondo, la prima patrocinata dall'IRFB, la Scozia giunse fino ai quarti di finale per poi essere sconfitta dagli Stati Uniti e terminare al sesto posto finale dietro l'Australia.
Se nel Cinque Nazioni, così rinominato nel 1999 dopo l'ingresso della Francia, la Scozia non riuscì a riproporsi nelle posizioni di vertice, al campionato europeo 2001 a Lilla si rivelò solidissima senza concedere una meta ed eliminando il Galles nei quarti di finale e la Francia padrona di casa (entrambe avversarie di Cinque Nazioni) in semifinale, e battendo 15-3 la Spagna nella gara decisiva per il titolo.
Ancora, nell'inizio di millennio, dopo un sesto posto alla Coppa del Mondo 2002 ebbe il suo miglior risultato al 2003 arrivando seconda dietro l'Inghilterra, unica squadra capace di sconfiggere le scozzesi quell'anno, per poi non salire più in alto del terzo posto.
Nel 2007, primo anno del Sei Nazioni con la configurazione speculare a quella del corrispondente torneo maschile, Donna Kennedy, che era in campo nella prima partita della Scozia, giocò la sua centesima partita internazionale — prima giocatrice della storia a raggiungere tale traguardo — sulle 116 che la sua squadra aveva disputato fino ad allora.
Il 2008 fu l'anno del primo whitewash nel torneo, a opera dell'Italia che batté le scozzesi a Mira nell'ultima giornata di torneo alla cui vigilia entrambe erano a zero punti in fondo alla classifica.
L'11 giugno 2009 il comitato direttivo della Scottish Women's Rugby Union deliberò a maggioranza la fusione con la SRU e il 27 giugno successivo la stessa SRU ratificò la confluenza, divenendo così a pieno titolo organo di governo anche del rugby femminile nel Paese.
L'anno successivo la Scozia partecipò alla sua, al 2018, ultima Coppa del Mondo vincendo le qualificazioni che si tennero in Svezia e nel 2011 inaugurò una serie senza vittorie nel Sei Nazioni destinata a durare per sei edizioni complete fino a tutto il 2017: fu contro il Galles, nella terza giornata di tale edizione, che la Scozia tornò alla prima vittoria dal 2010 e, nell'ultima giornata contro l'Italia, battuta 14-12, tornò a chiudere un torneo con almeno due vittorie per la prima volta dal 2006 sotto la guida di Shade Munro, che aveva rilevato la squadra nel giugno 2015.
Al Sei Nazioni 2018 la Scozia, pur battuta dall'Italia nell'ultimo incontro, riuscì a evitare per la seconda volta consecutiva il cucchiaio di legno per via della differenza punti contro il Galles che l'appaiava in fondo alla classifica.
Munro lasciò la squadra dopo il Sei Nazioni femminile 2019 finito con il whitewash per assumere un incarico tecnico presso l'Accademia della Scottish Rugby Union a Glasgow; a rimpiazzarlo fu chiamato Philip Doyle che, alla guida della sua Irlanda, vinse lo Slam nel 2013.

## Colori e simboli
L'emblema raffigurato sulle maglie della squadra, al pari di quella dei colleghi della selezione maschile, è uno dei simboli nazionali della Scozia, il cardo (cirsium vulgare, in inglese thistle), che appare stilizzato intorno a un pallone da rugby.
Il colore delle uniformi è blu navy, un po' più scuro di quello della bandiera della Scozia; le seconde maglie sono normalmente bianche.
Per la stagione 2018-19 l'azienda manifatturiera italiana Macron, che dal 2013 equipaggia le formazioni nazionali e le franchise della federazione scozzese, ha proposto un kit alternativo di colore argento chiaro per gli incontri in cui la squadra non indossa la tradizionale tenuta blu.
L'accordo con Macron è valido fino al 2021.

## Palmarès
- Sei Nazioni: 1
1998
- Campionati europei: 1
2001